# クレイグ・ハンディ
クレイグ・ハンディ（Craig Handy、1962年9月24日 - ）は、アメリカのテナー・サクソフォーン奏者。
カリフォルニア州オークランドで生まれ、1981年から1984年まで北テキサス大学に通い、その後、アート・ブレイキー、ウィントン・マルサリス、ロイ・ヘインズ、アブドゥーラ・イブラヒム、エルヴィン・ジョーンズ、ジョー・ヘンダーソン、ベティ・カーター、ジョージ・アダムス、レイ・ドラモンド、コンラッド・ハーウィグ、ディー・ディー・ブリッジウォーター、デヴィッド・ヴァイスらと共演した。また、ミンガス・ビッグ・バンド、ミンガス・ダイナスティ、ミンガス・オーケストラのメンバーを務めている。
ハンディは、1996年の映画『カンザス・シティ』でコールマン・ホーキンスの役を演じている。また、『コスビー・ショー』シーズン6のテーマを演奏したことで知られている。

## ディスコグラフィ

### リーダー・アルバム
- Split Second Timing (1991年、Arabesque)
- Introducing Three for All + One (1993年、Arabesque)
- Reflections in Change (1999年、Sirocco)
- Flow (2000年、Sirocco)
- Craig Handy & 2nd Line Smith (2014年、Okeh/Sony)

### 参加アルバム
ザ・クッカーズ
- Warriors (2010年、Jazz Legacy Productions)
- Cast the First Stone (2011年、Plus Loin)
- Believe (2012年、Motema Music)

レイ・ドラモンド
- Excursion (1993年、Arabesque)
- 1-2-3-4 (1999年、Arabesque) ※1997年録音

フレディ・ハバード
- New Colors (2001年、Hip Bop Essence)
- On the Real Side (2008年、Times Square)

その他
- セシル・ブルックスIII : Hangin' with Smooth (1990年、Muse)
- ジョージ・ケイブルス : The George Cables Songbook (2016年、HighNote)
- ベティ・カーター : 『ドロッピン・シングズ』 - Droppin' Things (1990年、Verve)
- ジョー・ヘンダーソン : 『ビッグ・バンド』 - Big Band (1997年、Verve)
- ボビー・ハッチャーソン : Acoustic Masters II (1994年、Atlantic)
- アブドゥーラ・イブラヒム : 『ミンディフ』 - Mindif (1988年、Enja)
- チャールズ・ミンガス : 『エピタフ』 - Epitaph (1990年、Columbia)
- ラルフ・ピーターソン・ジュニア : ALIVE At Firehouse 12 Vol. 1—The Unity Project (2013年、Onyx)
- ジョン・スコフィールド : 『アップ・オール・ナイト』 - Up All Night (2003年、Verve)
- チャールズ・サリヴァン : Kamau (1995年、Arabesque)
- ジャック・ウォラス : Journey, Man! (1995年、Evidence)